# Spectra PV-10 Tango
Spectra PV-10 Tango — российский легкий самолет, разработанный и производимый компанией Spectra Aircraft.

## Разработка
Разработка самолета началась в октябре 2022 года: производство полного цикла велось в Торбеево (Московская область). Первый прототип самолета Tango был представлен к августу 2023 года, разработкой занималась компания S7 Group. Заявлялось, что самолёт целиком и полностью изготовлен из композитных материалов.
Первый полет самолета c бельгийским двигателем UL Power 520is состоялся 21 сентября 2024 года на аэродроме в Подмосковье, управлял им инструктор 1-го класса СибНИА Владимир Барсук. 6 февраля 2025 года самолет был представлен на выставке NAIS 2025. По оценке основателя S7 Group Владислава Филёва, модель Spectra PV-10 Tango может использоваться для обучения курсантов авиационных училищ и подготовки лётчиков гражданской авиации.
29 июня 2025 года руководитель отдела продаж Spectra Aircraft Евгений Булкин сообщил о том, что до конца 2025 года компания планирует выпустить первые самолеты — в количестве трех единиц. Они будут использоваться для нужд компании. Вместе с тем, серийный выпуск этих самолетов начнется к концу 2026 года. Планируется выпускать до 20 машин в год.

## Характеристики
На стадии разработки заявлялось, что авионика и поршневой цилиндрический двигатель самолёта — российские, винт на начальных этапах будет иностранного производства, а доля зарубежных компонентов в сборке самолёта не будет превышать нескольких процентов. Также сообщалось, что планер полностью состоит из композитных материалов.
Первый испытательный полёт совершался на машине с двигателем UL Power 520is бельгийского производства, однако уже проходит испытания двигатель АПД-520 российского производства, являющегося аналогом бельгийской установки.
Технические характеристики:
- Максимальная взлетная масса: 1150 кг[1]
- Дальность полёта: 1100 км[1]
- Вместимость: 4 человека[2]
- Двигатель: UL Power 520is[2]/АПД-520

## Мнения
По оценке выпуска газеты «Аргументы недели» от августа 2023 года, в связи с использованием композитных материалов цена производства одного Spectra PV-10 Tango ориентировочно может быть в два раза больше, чем у Ил-103 или Cessna‑172.